# Vargions
Els vargions (en llatí: Uargiones, en grec antic: Οὐαργίωνες) van ser un poble germànic que vivia entre el Rin i les muntanyes d'Abnoba. Claudi Ptolemeu menciona aquesta tribu.